# BB 67200
,,,
Les BB 67200 sont des locomotives Diesel-électriques de la SNCF, issues de la transformation de BB 67000. Elles sont destinées à la circulation sur les lignes à grande vitesse françaises pour les travaux ou le secours des TGV en panne.

## Caractéristiques
Sur la face avant côté extrémité 1, le marchepied frontal central est supprimé et un attelage Scharfenberg de secours y est installé pour secourir et tirer une rame de TGV en panne. À la suite de cela, les UM ne peuvent se faire que par l’extrémité 2.
Elles sont équipées suivant leur affectation soit de la TVM 300 soit de la TVM 430. Certaines sont également munies de l'attelage de secours de type BSI.
En 2016, SNCF Réseau missionne la société de location Akiem pour commander des engins en remplacement des BB 67200. C'est la DE 18 (numérotée BB 79000 aux inventaires) de Vossloh qui est sélectionné, les livraisons commencent en 2019

## Dépôts titulaires
- Nevers [6]
- Caen[6]
- Tours - Saint-Pierre-des-Corps[6]
- Paris - La-Villette[6]
- Longueau[6]
- Avignon[7]

Toutes sont affectées à l’activité Infra :
Répartition des 57 locomotives au 3 juin 2023
| STF | Désignation   | Ville      | Nombre de machines |
| --- | ------------- | ---------- | ------------------ |
| SLI | STF Infrarail | Chalindrey | 57 locomotives     |

## Livrées

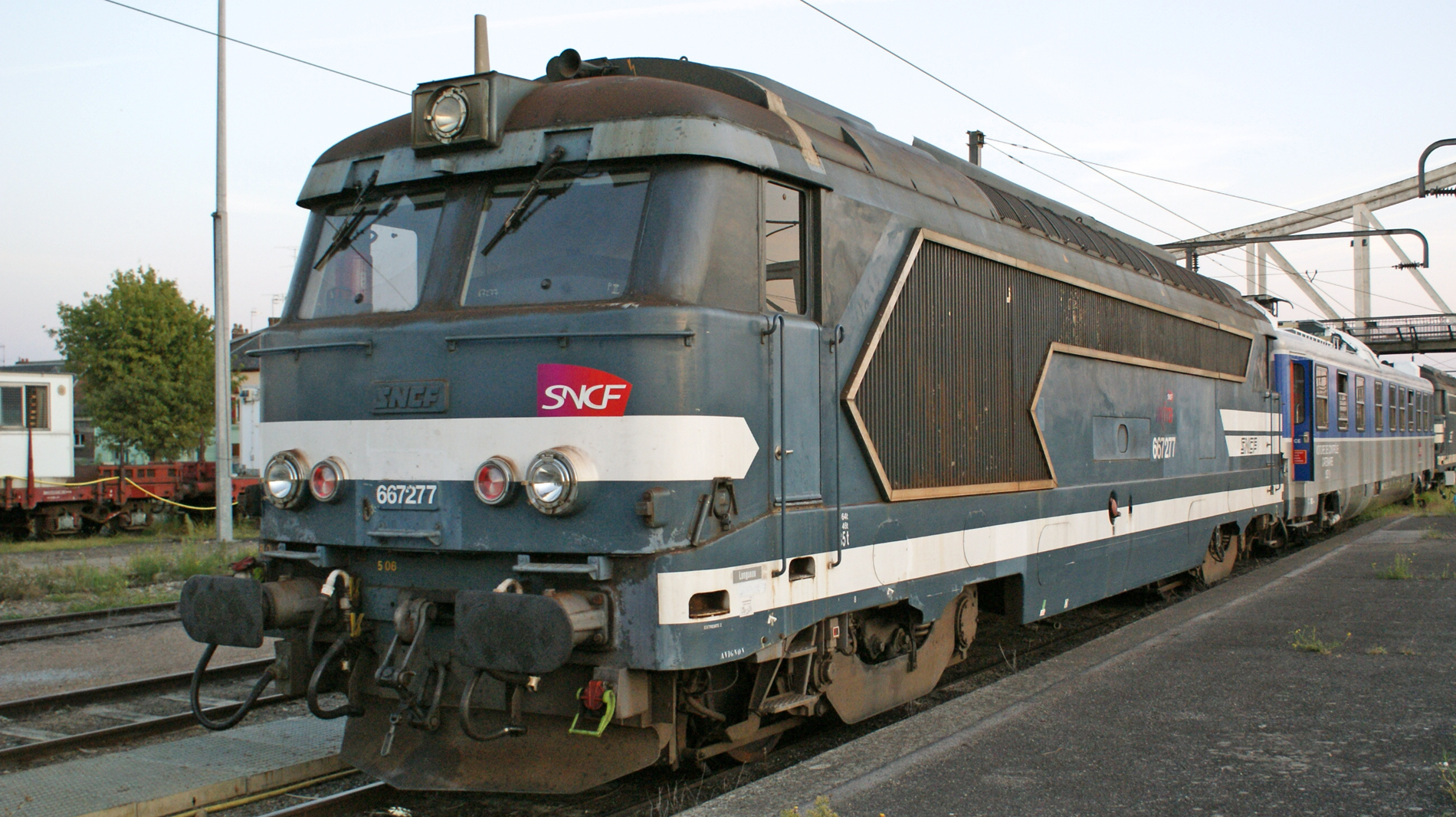
livrée "bleu diesel" d'origine avec flèches en relief
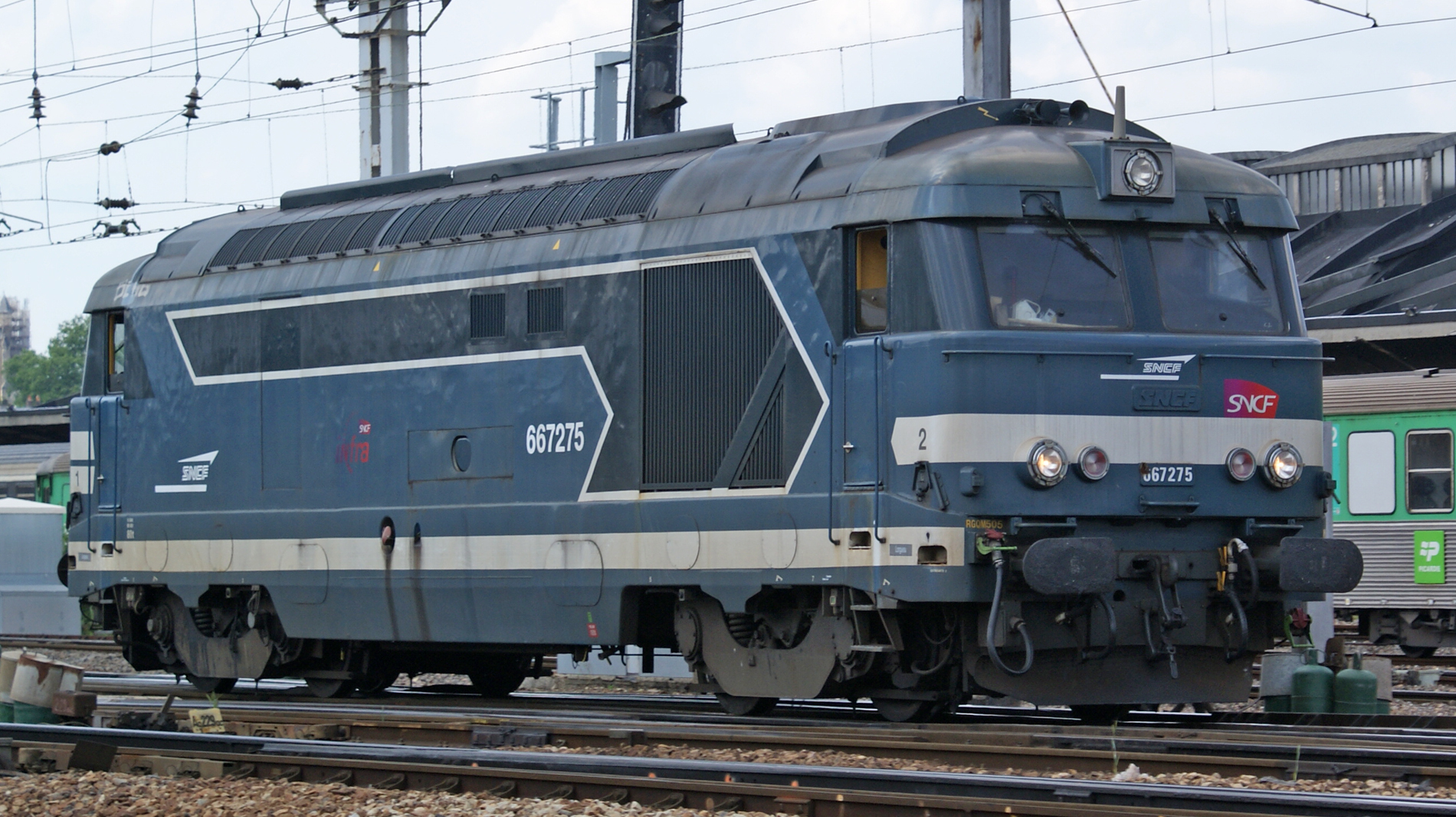
livrée "bleu diesel" avec flèches peintes
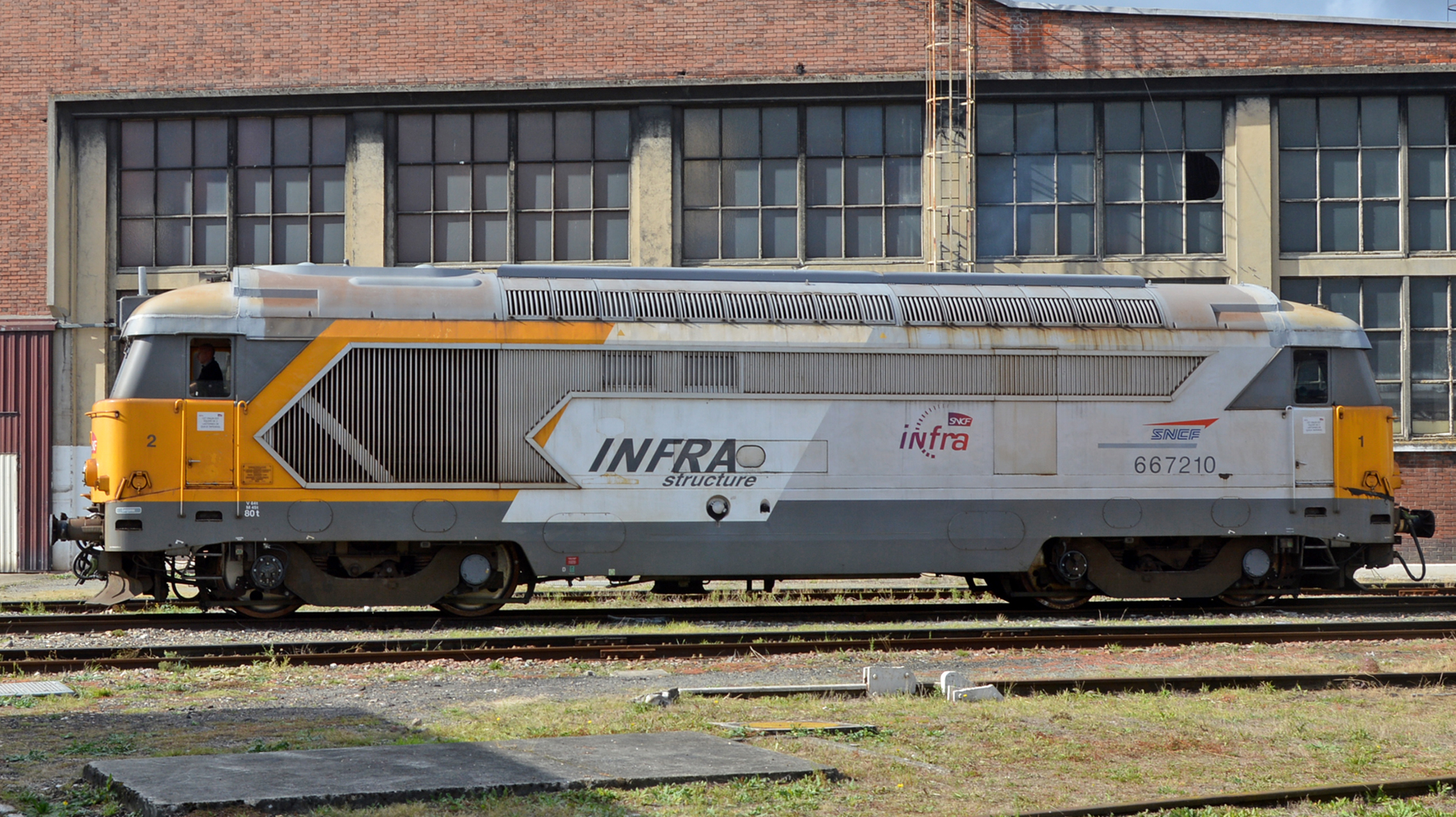
livrée "Infra Structure" prototype

## Modélisme

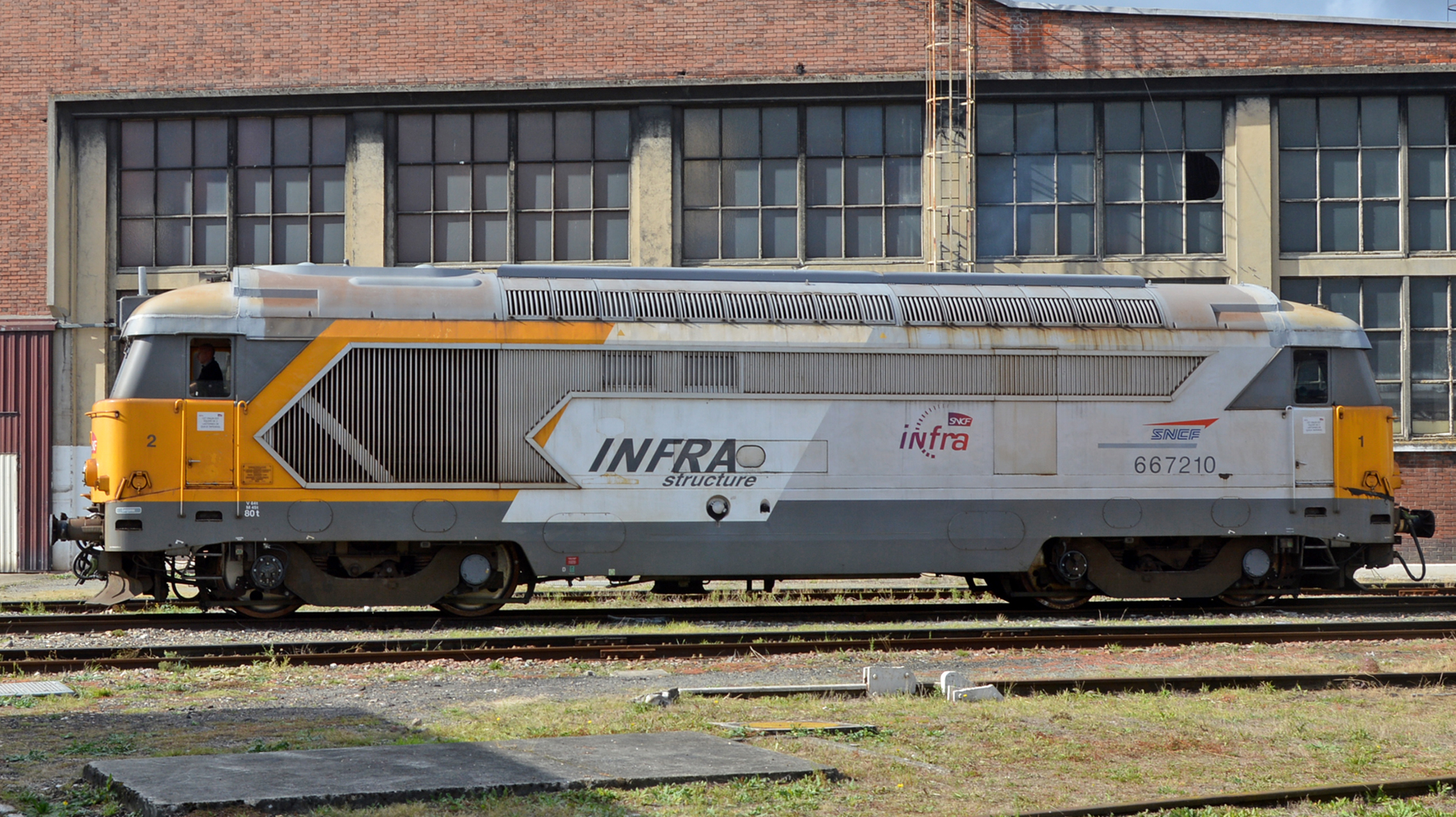
La BB 67210 avec la première livrée Infra en 2016 lors de la fête du rail.

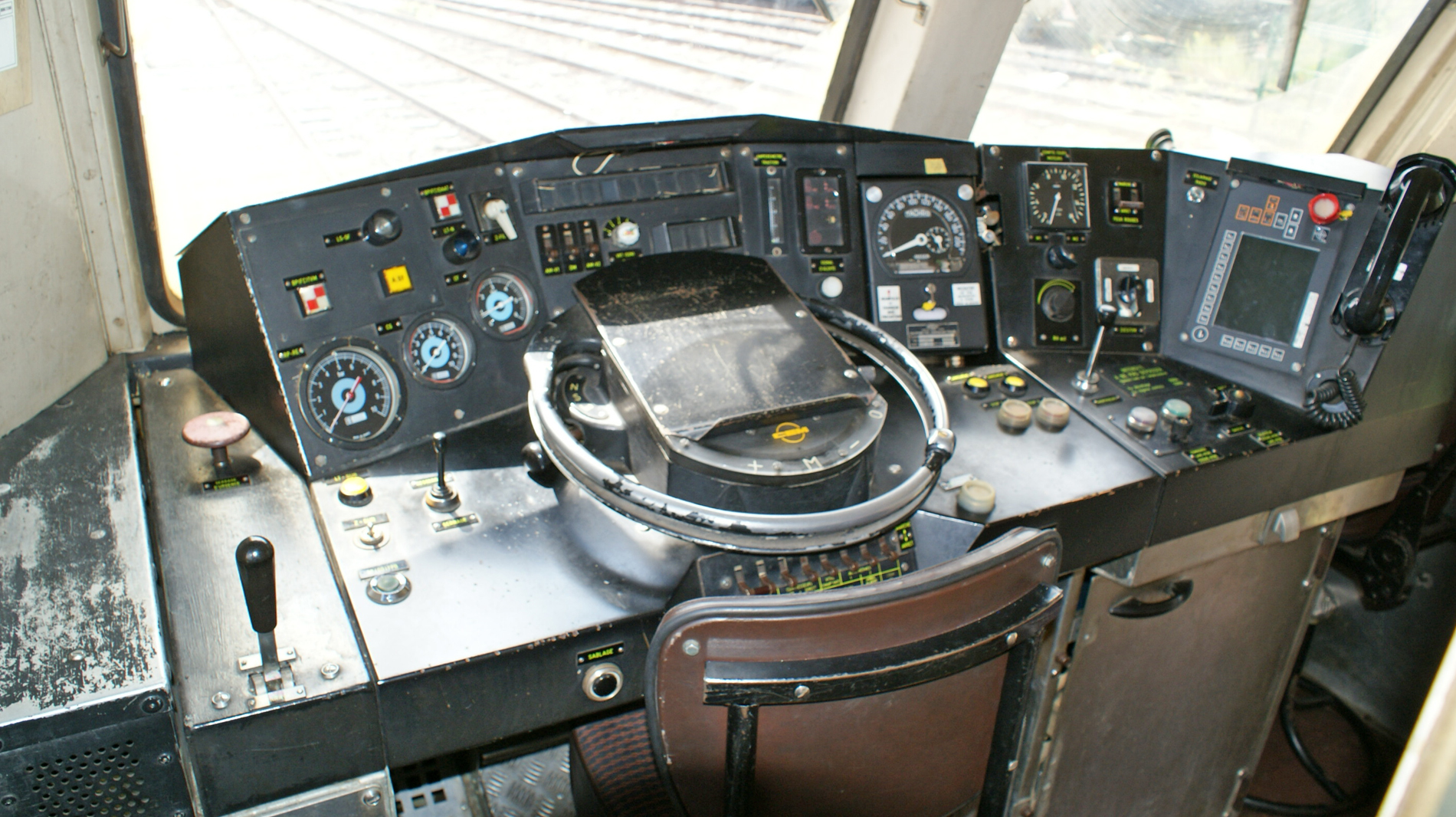
Poste de conduite d'une BB 67200.

- Cette locomotive a été reproduite en HO par les firmes Lima et Rivarossi.

## Sources